# 山口県道・広島県道1号岩国大竹線
山口県道・広島県道1号岩国大竹線（やまぐちけんどう・ひろしまけんどう1ごういわくにおおたけせん）は、山口県岩国市と広島県大竹市を結ぶ主要地方道（山口県道・広島県道）である。

## 概要
山口県岩国市柱野と広島県大竹市木野2丁目を結ぶ。

### 路線データ
- 起点：山口県岩国市柱野（山口県道15号岩国玖珂線交点）
- 終点：広島県大竹市木野2丁目（国道186号交点＝油見〔ゆうみ〕トンネル西口交差点）
- 総延長：12.4 km
- 実延長：10.3 km（山口県区間：10.3 km[1]、広島県区間：2.147 km[2]）

## 歴史
- 1993年（平成5年）5月11日 - 建設省から、県道柱野大竹線の一部が岩国大竹線として主要地方道に指定される[3]。
- 1994年3月15日 山口県告示第210号及び広島県告示第258号により認定される。
- 2006年（平成18年）6月1日 - 大竹市の区間における県道の管理権限が広島県から大竹市へ移譲される。

## 路線状況
- 岩国市柱野（起点） - JR新岩国駅付近や玖珂郡和木町関ヶ浜 - 大竹市木野1丁目間に狭隘箇所が残っており、この内前者は更にJR岩徳線・錦川鉄道錦川清流線をくぐるガードに高さ制限がかけられており、大型車が通行困難となっていたが、同区間に並行する形で森ヶ原バイパスが2020年3月22日に開通[4]したことに伴い県道指定から外れた。
- 2005年11月18日に岩国市関戸 - 玖珂郡和木町関ヶ浜間に関々（せきせき）バイパスが開通し、この区間の離合困難な山道（最狭部で1.7m）は旧道となった。ただし、接続する山口県道135号北中山岩国線が狭く（手前にその旨を注意する標識がある）、山口県道135号北中山岩国線が改良されるまではバイパス開通効果は発揮できない状態になる（河川改修と並行して改良が実施される予定[要出典]）。
- 元々は、広島県内の延長はわずか39 m（両国橋の、橋上の県境から広島側の部分のみ）であったが、2013年12月2日に大竹市木野2丁目・油見〔ゆうみ〕トンネル西口交差点まで延長された[5]。なお、両国橋の上には、広島県道である旨の県道標識（広島県が設置した標識）が掲げられている。
- 2014年3月31日をもって、延長部分の両国橋〜油見〔ゆうみ〕トンネル西口交差点間は国道186号の指定から外れ、この路線単独となった[6]。

### 重用区間
- 山口県道112号藤生停車場錦帯橋線（岩国市柱野〔起点〕 - 岩国市御庄間）
- 山口県道114号新岩国停車場線（岩国市御庄3丁目）
- 山口県道135号北中山岩国線（玖珂郡和木町関ヶ浜 - 岩国市小瀬間）

### 道路施設

#### 橋梁
- 御庄大橋（岩国市御庄3丁目 - 岩国市多田間、錦川）
- 両国橋（岩国市小瀬 - 大竹市木野1丁目間、小瀬川〔木野川〕）
- 御庄川橋（岩国市御庄、御庄川）

#### トンネル
- 関々トンネル（岩国市関戸 - 玖珂郡和木町関ヶ浜間、延長889 m） - ラジオ再送信は行われていない。
- 森ヶ原第一トンネル（岩国市御庄、延長189 m）
- 森ヶ原第二トンネル（岩国市御庄、延長481 m）

## 地理

### 通過する自治体
- 山口県
  - 岩国市
  - 玖珂郡和木町
- 広島県
  - 大竹市

### 交差する道路
| 交差する道路                                                        | 都道府県名 | 市町村名 | 市町村名 | 交差する場所      | 交差する場所                            |
| ------------------------------------------------------------------- | ---------- | -------- | -------- | ----------------- | --------------------------------------- |
| 山口県道15号岩国玖珂線 山口県道112号藤生停車場錦帯橋線 重複区間起点 | 山口県     | 岩国市   | 岩国市   | 柱野              | 起点                                    |
| 山口県道112号藤生停車場錦帯橋線 重複区間終点                        | 山口県     | 岩国市   | 岩国市   | 御庄              |                                         |
| 山口県道114号新岩国停車場線 重複区間起点                            | 山口県     | 岩国市   | 岩国市   | 御庄3丁目         |                                         |
| 山口県道114号新岩国停車場線 重複区間終点                            | 山口県     | 岩国市   | 岩国市   | 御庄3丁目         |                                         |
| 山口県道・広島県道1号岩国大竹線 / 支線                              | 山口県     | 岩国市   | 岩国市   | 多田              |                                         |
| 国道2号 国道187号 重複                                              | 山口県     | 岩国市   | 岩国市   | 関戸              |                                         |
| 山口県道135号北中山岩国線 重複区間起点                              | 山口県     | 玖珂郡   | 和木町   | 関ヶ浜            |                                         |
| 山口県道135号北中山岩国線 重複区間終点                              | 山口県     | 岩国市   | 岩国市   | 小瀬              |                                         |
| 国道186号                                                           | 広島県     | 大竹市   | 大竹市   | 木野（この）2丁目 | 油見（ゆうみ）トンネル西口交差点 / 終点 |
| 支線                                                                |            |          |          |                   |                                         |
| 山口県道・広島県道1号岩国大竹線 / 現道                              | 山口県     | 岩国市   | 岩国市   | 多田              | 支線起点                                |
| E2 山陽自動車道 国道2号 国道187号 重複                              | 山口県     | 岩国市   | 岩国市   | 多田              | 岩国IC入口交差点 / 支線終点 34 岩国IC   |

### 沿線

#### 主要施設
- JR岩徳線・錦川鉄道錦川清流線 森ヶ原信号場…ここでJR岩徳線から錦川鉄道錦川清流線（旧：JR岩日線）が分岐する。
- 錦川鉄道錦川清流線清流新岩国駅…JR山陽新幹線新岩国駅と至近にあるが、接続関係になっていない。
- 岩国市役所御庄連絡所
- JR山陽新幹線新岩国駅
- 岩国市役所藤河出張所
- 岩国市役所小瀬出張所

#### 自然
- 錦川
- 小瀬川（木野川）

#### 名所・旧跡・観光地
- 西国街道（旧山陽道）